# Hanami (convention)
Pour l’article homonyme, voir Hanami.
Hanami est une convention d'anime ayant lieu à Coblence.

## Lieu
La convention a lieu à Coblence,.
Depuis 2024, la convention se tient à la Rhein-Mosel-Halle (de).

## Histoire
L'édition de 2020 est annulée à cause de la pandémie de COVID.

## Galerie

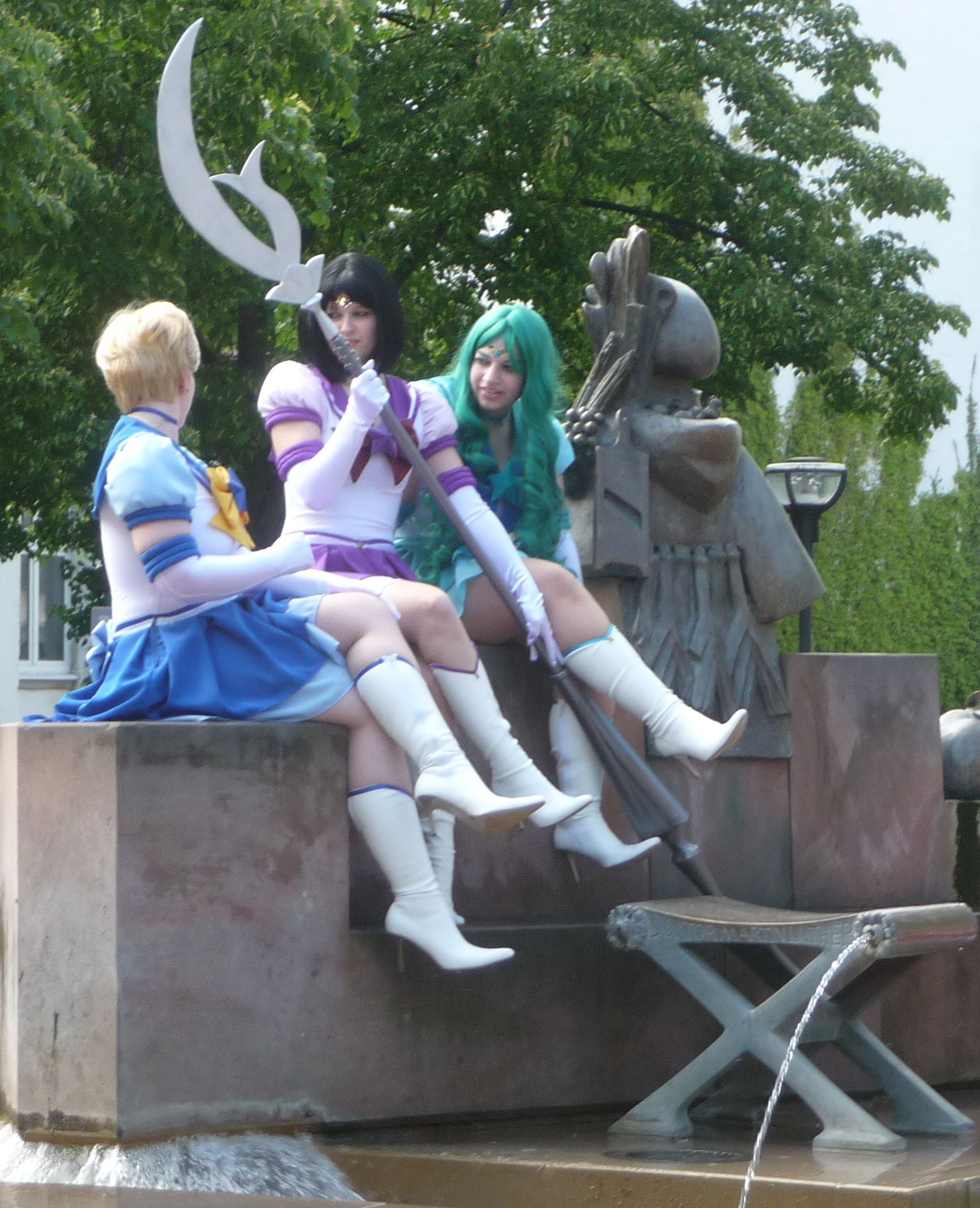
Costumades lors de l'édition 2010 de la convention.
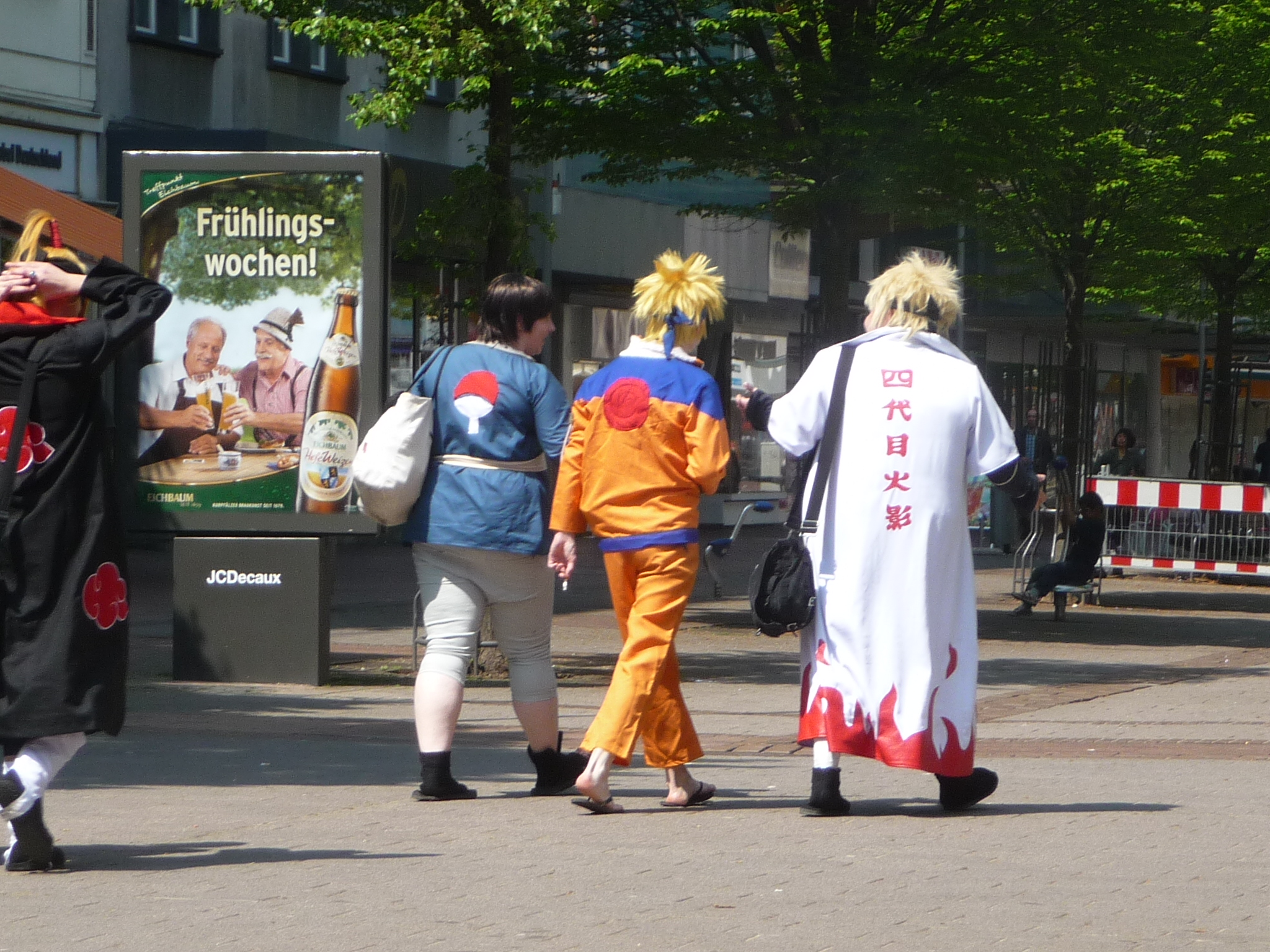
Costumades lors de l'édition 2013 de la convention.
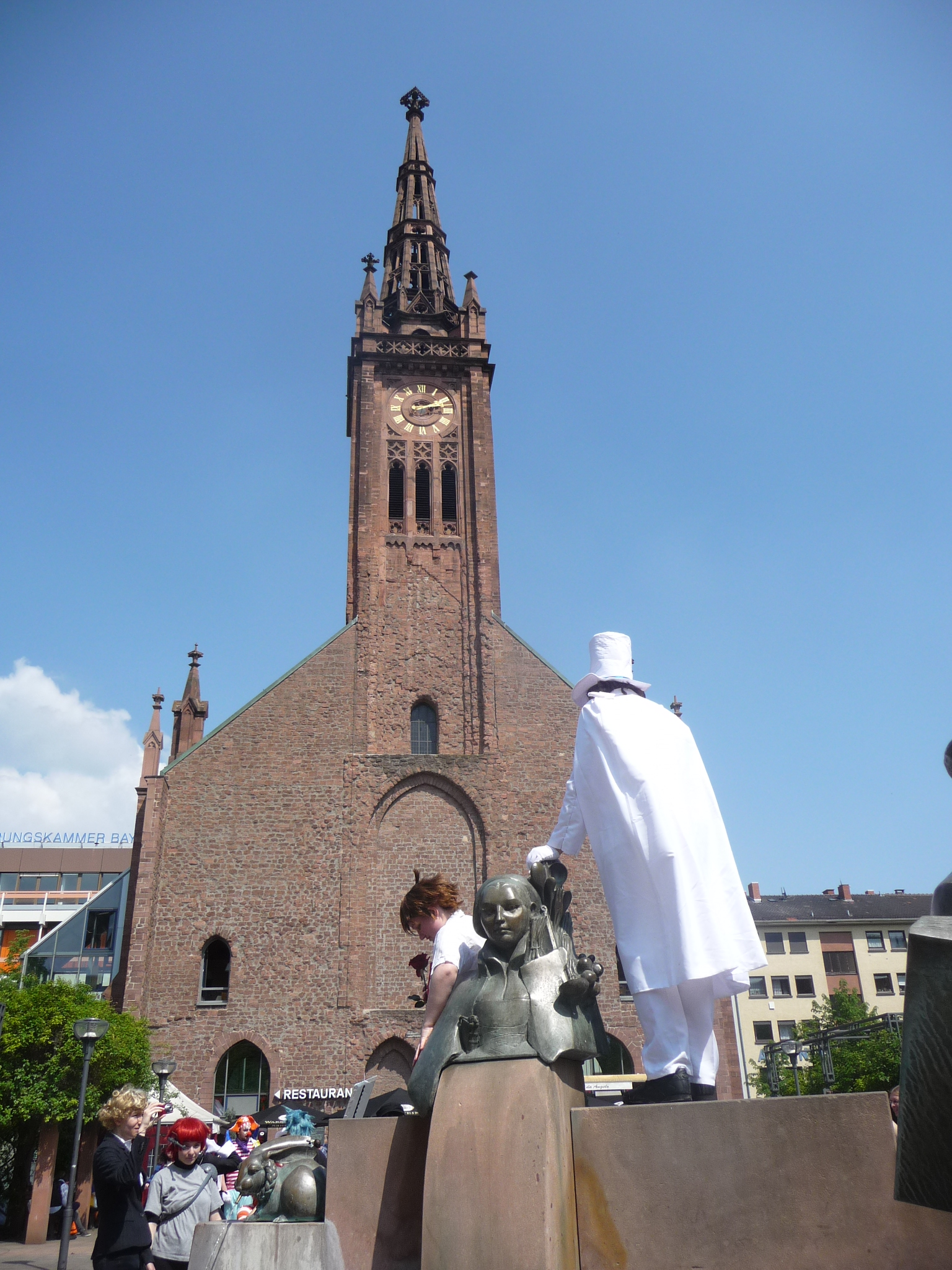
Costumeurs devant la Lutherkirche (de) lors de l'édition 2013 de la convention.
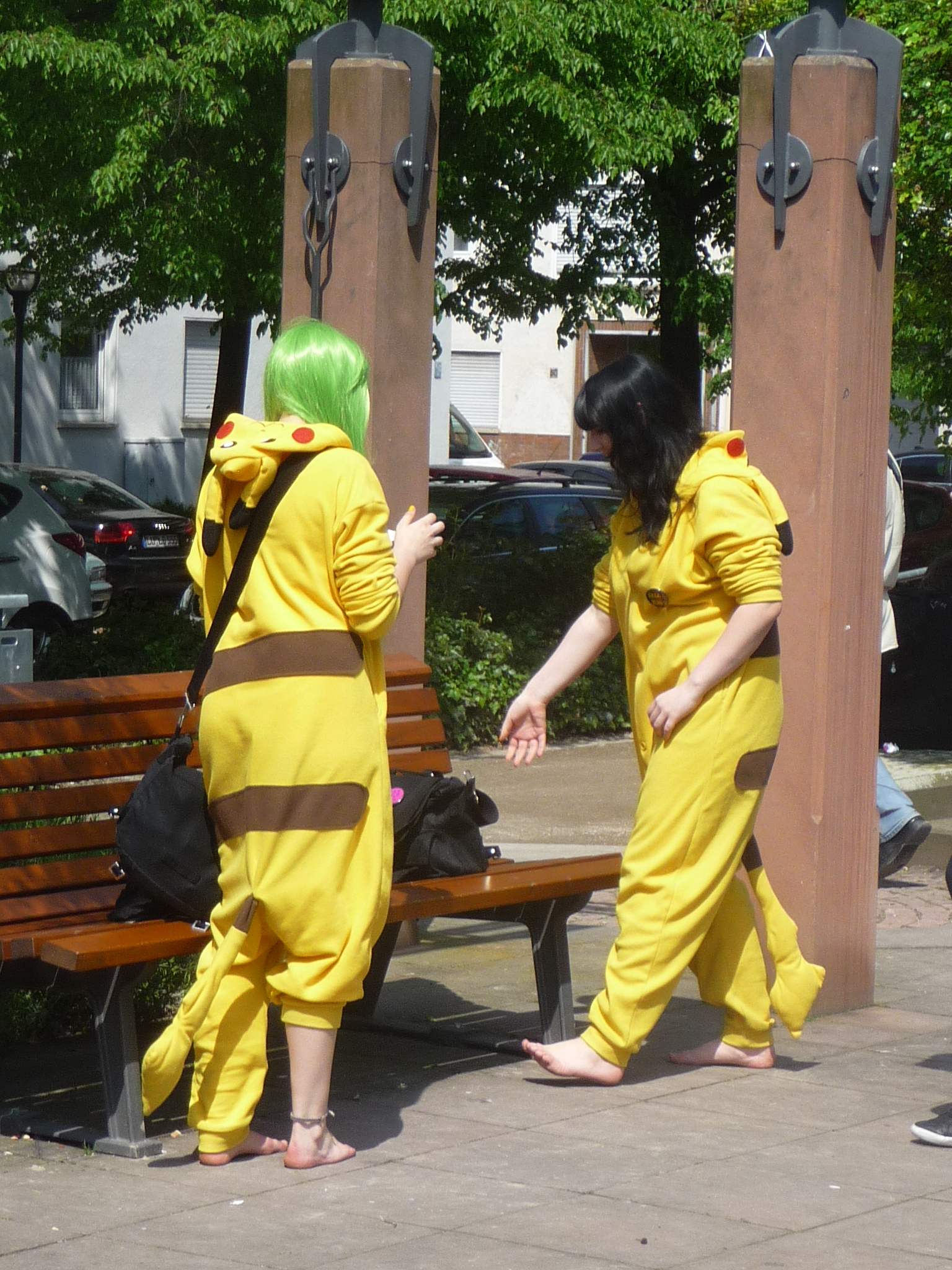
Costumades de Pikachu lors de l'édition 2013 de la convention.